# Grabe (Apače)
Grabe je jednou z 21 vesnic, které tvoří občinu Apače na Slovinsku. Ve vesnici v roce 2002 žilo 98 obyvatel.

## Poloha, popis
Rozkládá se v Pomurském regionu na severovýchodě Slovinska.
Sídlo leží v kopcovitém terénu, asi 6,5 km západně od Apače, správního centra občiny. Rozloha obce je 2,17 km² [zdroj?] a nadmořská výška zhruba 292 m.